# Gaspar Conqueiro

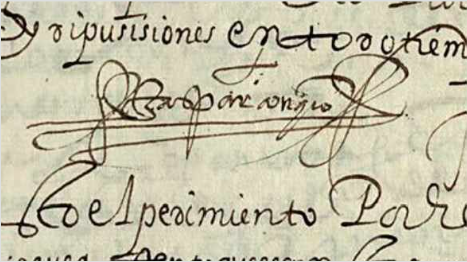
Assinatura de Gaspar Conqueiro em sua carta de autorização como piloto de navios da Casa de Contratação das Índias Espanholas.

Gaspar Conqueiro (ou Conquero, Conqueyro) (25-11-1555 Triana, Sevilha, Andaluzia, Espanha; após 1625, lugar desconhecido), foi um navegador, político, cavaleiro fidalgo e administrador colonial luso-espanhol. Foi Capitão-Mor da Capitania de São Vicente e da Capitania de Santo Amaro, no início do século XVII, durante o período da União Ibérica.
| Gaspar Conqueiro                        | Gaspar Conqueiro          |
| --------------------------------------- | ------------------------- |
| Capitão-mor da Capitania de São Vicente |                           |
| Período                                 | 1607 até 1612             |
| Predecessor                             | Antônio Pedroso de Barros |
| Sucessor                                | Luís de Freitas Matoso    |

Em 1577, conquistou o título de Piloto (de navio), pela "Casa de la Contratación de las Indias Españoles" . Em 1584, como piloto da Caravela "San Antonio", recebeu ordens da Coroa Espanhola para cruzar o Estreito de Magalhães . Por ordem de Salvador Correia de Sá, em acordo com o Almirante Diego de Ribera, Gaspar Conqueiro fez duas viagens de transportes de mantimentos para aldeias na região do Estreito de Magalhães.

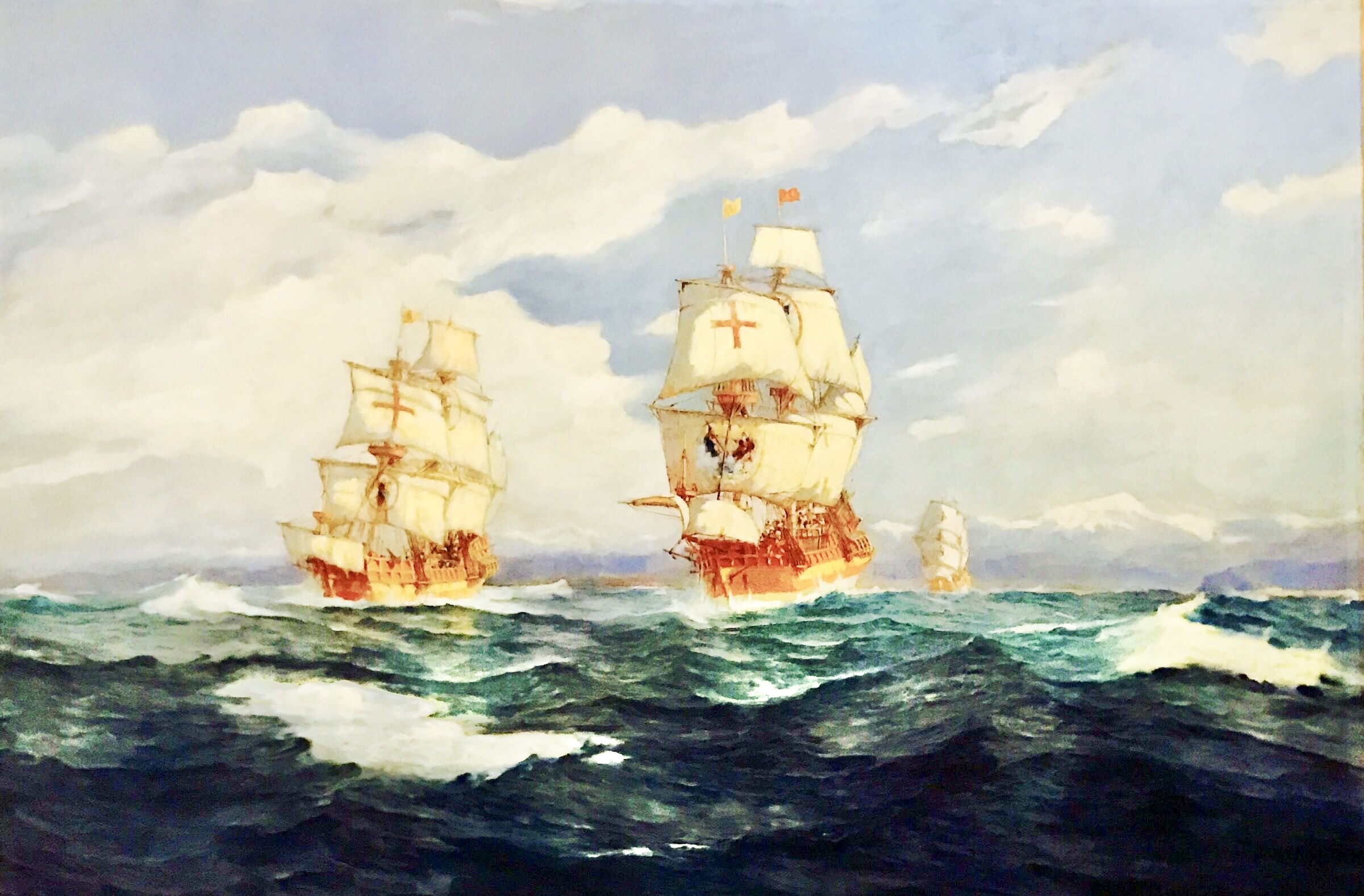
Naus espanholas no Estreito de Magalhães - Álvaro Zenteno.

Emigrou ao Brasil na época da União Ibérica, no final do século XVI, como piloto da nau "São Nicolau", que fazia parte da armada de D. Diogo Flores de Valdés.

Seu início na vida pública se deu como auxiliar avaliador de inventários na Vila de Santos, nos anos 1590 . Tinha negócios com Afonso Sardinha, como este declarou em seu testamento em 1592. Em 1598, foi nomeado pelo então Capitão-Mor da Capitania de São Vicente, Roque Barreto, para o cargo de Capitão dos Índios. Em 1599, era Vereador em São Vicente  .

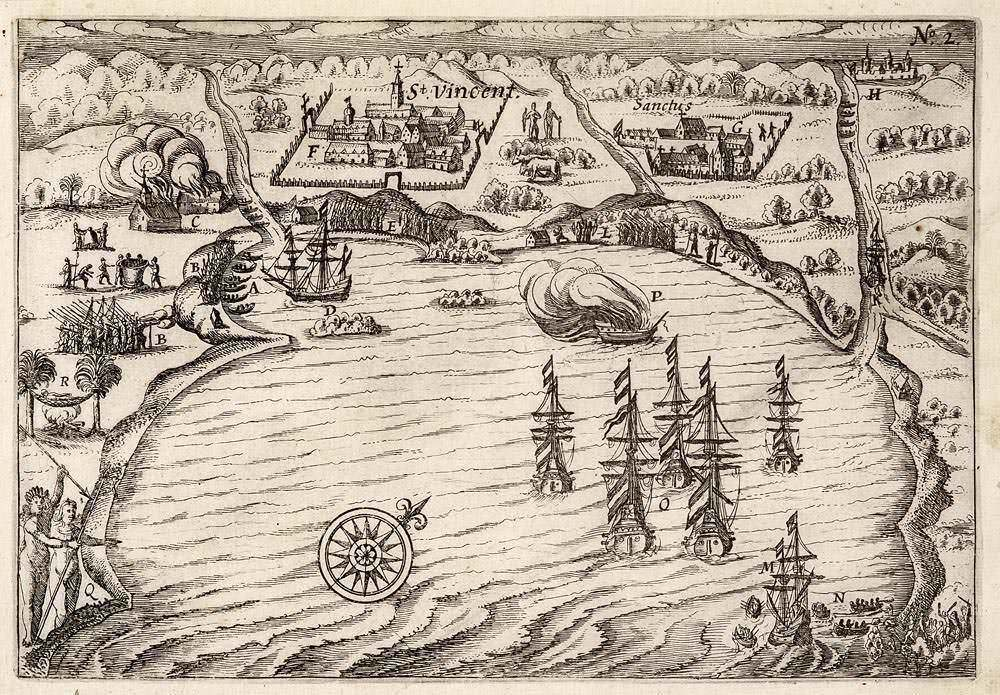
São Vicente, Santos e seus arredores. Gravura de ca. 1615, feita pelo capitão holandês Joris Van Spilbergen, publicada em 1621. Nesta época, a Vila de São Vicente era cercada por uma paliçada de madeira.

## Nomeação e governo como Capitão-Mor das Capitanias de São Vicente e de Santo Amaro[10]
De forma mais importante, exerceu o cargo de Capitão-Mor da Capitania de São Vicente e da Capitania de Santo Amaro de 6 de outubro de 1607 a 1612 , nomeado pelo Donatário Lopo de Sousa, irmão de Martim Afonso de Souza, do qual herdou a Capitania após sua morte em batalha. A transcrição da carta de nomeação:
"Lopo de Sousa governador da capitania de São Vicente do Brasil senhor da villa de Prado e de Alcoentre alcaide mór de Rio Maior etc faço saber aos juizes e vereadores e a todas as mais justiças da minha capitania de São Vicente e Santo Amaro a que esta minha carta for apresentada e o conhecimento della com direito pertencer que eu hei por bem de prover de capitão e ouvidor logar tenente da dita capitania a Gaspar Conqueiro por que bem e fielmente e como convem ao bem commum dessa capitania servirá o dito cargo por tempo de tres annos que começará do dia que tomar posse té fim dos ditos tres annos pelo que vos mando o mettaes de posse eo por capitão e ouvidor logar tenente da dita capitania e lhe obedeçaes tomando lhe primeiro a homenagem e dando lhe jura mento dos Santos Evangelhos em Camara com as mais solennidades devidas e acostumadas de que se fará assento nas costas desta para que bem e verdadeiramente sirva o dito cargo guardando em tudo o serviço de Deus e de sua magestade e meu e ás partes seu direito com o qual haverá de ordenado em cada um anno cincoenta mil réis que se pagará nos rendimentos da dita capitania contados os mais prós e percalços que lhe direitamente pertencerem a qual posse lhe dareis posto que o capitão que lá estiver não tenha acabado os seus tres annos de que o provi sem embargo de os não ter cumpridos por justos respeitos que para isso tive e por serviço de sua magestade que assim o haverá por bem e porque eu tambem disso sou contente lhe mandei passar a presente por mim assignada e sellada com o sello de minhas armas e mando que se cumpra e guarde inteiramente como nella se contem sem duvida nem embargo algum que lhe seja posto a qual se registará no livro da Camara dessa capitania de São Vicente e com é costume Gaspar de Aranha a fez a vinte de março de mil e seiscentos e sete. Lopo de Sousa." 

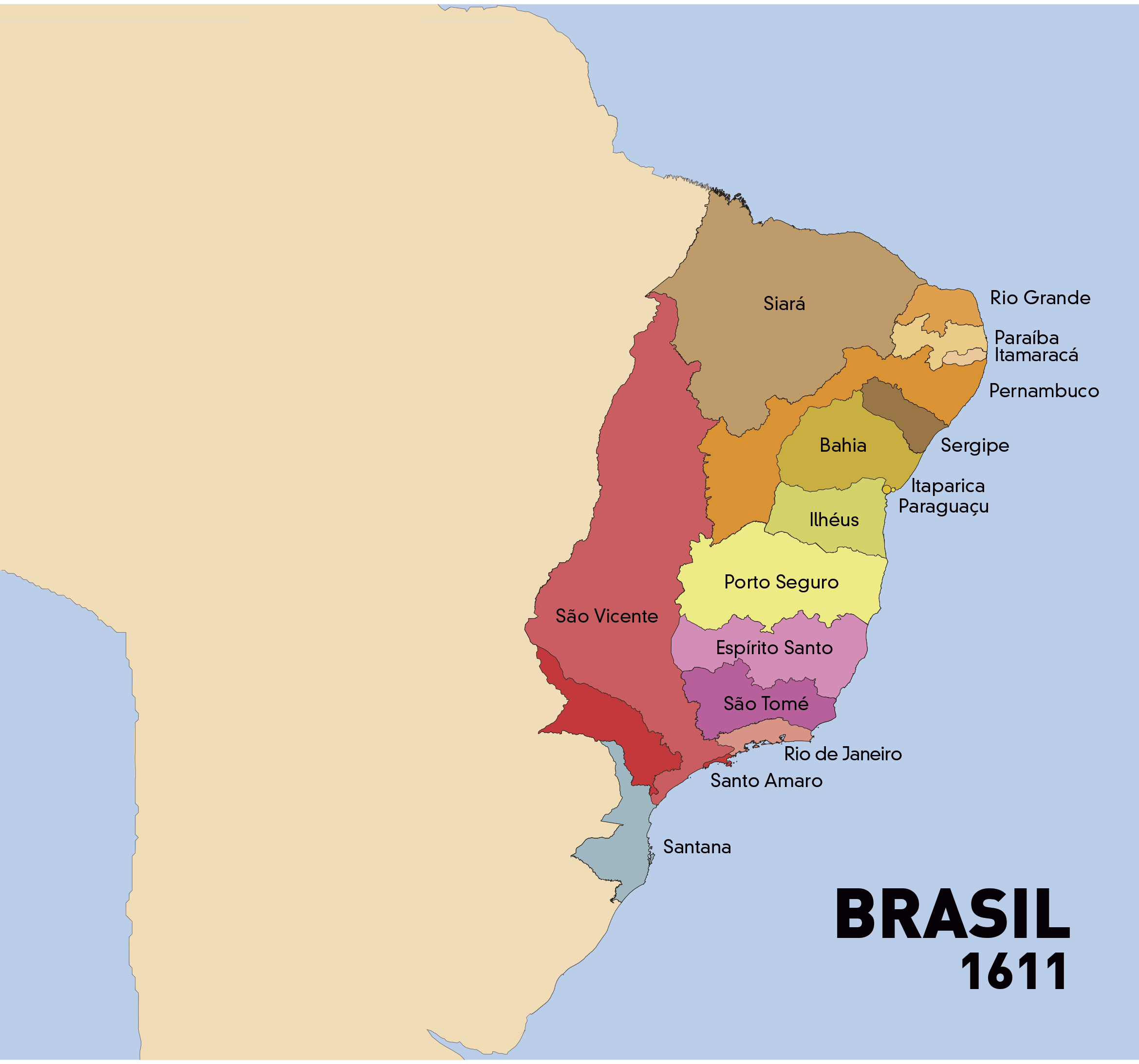
Mapa das Capitanias de São Vicente e de Santo Amaro em 1611, durante o Governo do Capitão-Mor Gaspar Conqueiro.

Durante seu governo na Capitania, Gaspar Conqueiro era o responsável pela distribuição de Sesmarias, que deram origem a povoados que depois se tornaram diversos municípios do Estado de São Paulo, como Caraguatatuba  e São Sebastião . Em 22 de janeiro de 1609, Conqueiro concede à família do  bandeirante Fernão Dias uma data de terras próximas às possessões de Afonso Sardinha (sobejos das terras que foram de Domingos Luís Grou), partindo de Carapicuíba até a barra de Jerobatiba . Afonso Sardinha, antigo habitante da Vila de São Paulo dos Campos de Piratininga, havia recebido as referidas terras por ato administrativo de Gaspar Conqueiro em 3 de novembro de 1607 . Durante seu governo, em 1610, concedeu uma Sesmaria de uma légua de terras a João Alves, dando origem ao povoado que mais tarde se tornou o município de Mogi das Cruzes . Em 8 de março de 1610, o Capitão-Mor Gaspar Conqueiro concede ao Padre João Alvres uma légua de terras, na região do Anhembi . A taxa média cobrada por Gaspar Conqueiro por cada sesmaria era de 300 réis . No livro Sesmarias 1602-1642 , são transcritos os termos originais de concessões de dezenas de Sesmarias por pelo Capitão-Mor Gaspar Conqueiro. 
Em 15 de março de 1611, Amador Bueno, morador em S. Paulo, em petição ao Capitão-Mor Gaspar Conquero, requereu terras na região de Mogi . Posteriormente, o genro de Garpar Conqueiro, o bandeirante Manuel Lourenço de Andrade, foi um dos grandes artífices do movimento conhecido como Aclamação de Amador Bueno, episódio onde este colonizador teria sido aclamado como Rei do Brasil, numa revolta e tentativa incipiente de instauração de independência do país em relação à Coroa na metrópole ibérica, quase 150 anos antes da Inconfidência Mineira . 
Além de distribuir Sesmarias, o Capitão-Mor Gaspar Conqueiro era o responsável pela nomeação dos Capitães das Vilas que constituíam a Capitania de São Vicente. Em 1607, nomeou João Soares Capitão da aldeia de Guarapiranga . Em 1609, nomeou o Cavaleiro da Casa Real Sebastião de Freitas como Capitão da Vila de São Paulo dos Campos de Piratininga. 
Em 1o de setembro de 1611, Gaspar Conqueiro presidiu a solenidade de elevação de categoria de Povoado à Vila a localidade de Mogi das Cruzes, instalando ali o aparato burocrático necessário para esta promoção. Uma rua em Mogi das Cruzes leva o nome de Gaspar Conqueiro, em sua homenagem. 

## Promoção a Capitão por Sua Majestade o ReiFelipe IIIe retorno à Armada Espanhola
Após cinco anos como Capitão-Mor da Capitania de São Vicente, durante a União Ibérica, Gaspar Conqueiro foi promovido em 1612 a Capitão por Sua Majestade (Capitão por SM), retomando atividades na Armada Espanhola, agora não mais como Piloto, e com novo contrato para navegação assinado em 1615 . Em 30-08-1615, capitaneando a embarcação "San Miguel", enfrentou grandes tormentas na costa do México, onde viu seu navio, carregado de pipas de vinho e de cargas de mercúrio para mineração de ouro, se partir em dois e afundar nas proximidades das Ilhas Tranquilo e Arena .
Em 1619, seguindo notável espírito aventureiro, peticiona à Coroa Ibérica autorização para rumar às Filipinas, então colônia espanhola, para procurar uma suposta ilha abundante em ouro . Entretanto, a expedição não iniciou bem, com o galeão Santa Ana la Real, pilotado por Conqueiro, sofrendo grandes avarias e encalhando nas proximidades do Estreito de Gibraltar, durante uma tempestade . Conqueiro foi absolvido das acusações de negligência na condução da embarcação e prosseguiu em viagem para as Filipinas .
Em 1624, Salvador, capital do Brasil colonial, foi invadida por uma esquadra holandesa da Companhia das Índias Ocidentais, liderada por Jacob Willekens, com 26 navios e 3.400 homens. Durante a União Ibérica (1580-1640), o Brasil estava sob domínio espanhol, e os holandeses, inimigos da Espanha, buscavam controlar o comércio de açúcar. A cidade caiu rapidamente, mas a resistência local, liderada pelo bispo Dom Marcos Teixeira, organizou guerrilhas contra os invasores. Em resposta, a Coroa espanhola enviou a Jornada dos Vassalos, uma frota luso-espanhola com 52 navios e cerca de 12.000 homens, sob o comando de D. Fadrique de Toledo Osório. Entre os capitães da esquadra estava o já experiente Gaspar Conqueiro, na época com 69 anos de idade. Após intensos combates, os holandeses se renderam em 30 de abril de 1625, e Salvador foi retomada em 1º de maio. A vitória reforçou o controle ibérico na colônia, frustrando temporariamente as ambições holandesas. Trata-se do último relato oficial da participação de Gaspar Conqueiro como Capitão por Sua Majestade em missão oficial. Segundo o texto de Don Juan de Valência e Guzman, os Capitães que participaram do conflito se dividiram entre aqueles que rumaram para Pernambuco, os que retornaram para a Espanha e os que ficaram no Brasil, não havendo relato subsequente do paradeiro de Gaspar Conqueiro após esta última empreitada. Seu nome não consta na lista de mortos durante o conflito.

## Sesmaria do Capitão-Mor Gaspar Conqueiro
A carta de concessão da Sesmaria de Calixto da Motta, de 1637, descreve em detalhes em sua petição de terras, algumas léguas que se estendiam do Planalto ao sopé interno da Serra, mais especificamente na região de Caucaia do Alto, no que seria atualmente na área compreendida entre as rodovias SP-250 e a BR-116. Nela, são descritas as cabeceiras da Sesmaria de Gaspar Conqueiro: 
"Terra de Caaucaia (atual Caucaia do Alto) pelo caminho que vae da Villa de São Paulo para a Villa de Nossa Senhora da Conceição (de Itanhaém), correndo para a banda do leste cortando o rio Jarabatiba indo para o mar da banda esquerda légua e meia até chegar ao rio de Capi...ry e do dito rio irá cortando para o mar cortando o rio arriba irá cortando da banda do sul até chegar ao rio de Cabi com todas as cabeceiras das terras do Capitão Gaspar Conqueiro".
Esta descrição sugere que a Sesmaria do Capitão-Mor Gaspar Conqueiro estaria localizada no que é atualmente a região entre os municípios de Carapicuíba, Cotia e Vargem Grande Paulista, região compreendida entre as atuais rodovias SP-250 e SP-270. O historiador Tito Lívio Ferreira, em seu artigo "Gênese Social da Gente Bandeirante", mostra que Gaspar Conqueiro recebeu esta Sesmaria no ano de 1598.
Apesar de pouco preservada, trechos de uma carta de concessão de um terreno a Gaspar Conqueiro foram reportados no livro "Cartas de Datas de Terra". Em 21 de novembro de 1598, recebeu estas terras, sabidamente vizinhas à sesmaria de Domingos Luíz, que se situava em Carapicuíba. A transcrição da carta:
"XLIV 21 11 1598 Outra para Gaspar Conqueiro
Os officiaes da Camara desta villa de São Paulo da capitania de São Vicente do Brasil de que é capitão e governador por Sua Magestade o senhor Loupo de Sousa a saber Antonio Raposo e Diogo Fernandes vereadores Estevão Ribeiro juiz ordinario Pedro Nunes procurador do concelho fazemos a saber que por sua petição nos enviou a dizer Gaspar Conqueiro que elle é morador ha muitos annos e tem mulher e muitos filhos e filhas e tem necessidade de um pedaço de terra para casas e quintal pelo que nos pedia lhe dessemos uns chãos que partem com as casas que foram de Affonso defunto passando o caminho Domingos Luiz adiante direito ao caminho donde se serve Do ro para a aguada e pelo caminho casas de Domingos Luiz até donde estive e pela outra pelo caminho por onde a gente de Piratininga passando o marco que está posto no dito de Gaspar Collaço eo dito caminho cortando direito ao caminho do dito receberia mercê segundo tudo isto melhor e mais compridamente na dita petição era conteudo que por nós vista puzemos a ella o despacho seguinte Damos ao supplicante vinte braças craveiras havendo as em quadra e não nas havendo lhe damos as braças que dar hoje vinte e um de novembro de mil quinhentos noventa e oito annos a qual data de chãos que lhe nós assim damos lh a havemos por dada de hoje para sempre para elle e sua mulher e fidata de chãos fôr apresentada eo conhecimento della com direito pertencer que por sua petição nos enviou a dizer Sebastião de Freitas morador nesta dita villa que elle tem umas casas em que vive fóra no logar que se chama Piratininga campo e terra do concelho que está devoluto pelo que nos pedia lhe dessemos junto da dita sua casa para quintal pois ha seis ou sete annos que alli vive e tem de tudo necessidade a qual terra partindo da encruzilhada que está no seu caminho e o de Samambaial indo pelo dito caminho até sua casa e da outra parte correndo direito a uma lagôa que está no caminho de Piratininga e dalli direito a sua casa por cima da casa de João Bel no que receberia mercê segundo que tudo isto melhor e mais compridamente na dita sua petição era conteudo e declarado que por nós vista puzemos a ella o despacho seguinte Damos ao supplicante quarenta braças craveiras em quadra no capão que está detráz de sua casa e sendo alli dado será em outra parte perto que dado não fôr hoje vinte e oito de novembro de noventa e oito annos a qual terra e chãos que lhe nós assim damos lh os havemos por dados de hoje para todo sempre para elle e sua mulher e filhos herdeiros ascendentes e descendentes que após elles vierem sem foro nem pensão alguma sómente o dizimo a Deus Nosso Senhor dos fructos e novidades que nos ditos chãos houverem e colherem com suas entradas e serven tias e logradouros e portanto mandamos aos officiaes e mi nistros da justiça lh os meçam e demarquem e delles dêm posse como se requer sem duvida nem embargo que a ello lhe seja posto de que lhe mandamos passar a presente por nós assignada somente que será registada no livro da Camara que serve de registar as cartas de dadas dada em os tres de dezembro Belchior da Costa escrivão a fez por nosso mandado anno do nascimento de Nosso Senhor Jesus Christo de mil quinhentos noventa e oito annos pagou cem réis Diogo Fernandes Antonio Raposo Gonçalo Madeira o qual traslado tirei na verdade hoje quatorze de dezembro de mil quinhentos noventa e oito annos Registo Geral VII 55". 

## Polêmicas e Julgamento pela Inquisição
Gaspar Conqueiro foi um dos primeiros moradores do Brasil a ser julgado e condenado pela Santa Inquisição. Em 1595, quando morava na Vila de Santos, foi condenado pelo Tribunal da Santa Inquisição pela acusação de luteranismo, pelo qual por sentença do Padre Inquisidor Heitor Furtado de Mendonça, de 27-02-1595, "o réu foi repreendido, admoestado, cumpriu penitências espirituais e pagou as custas processuais", conforme documentação arquivada na Torre do Tombo, em Portugal .

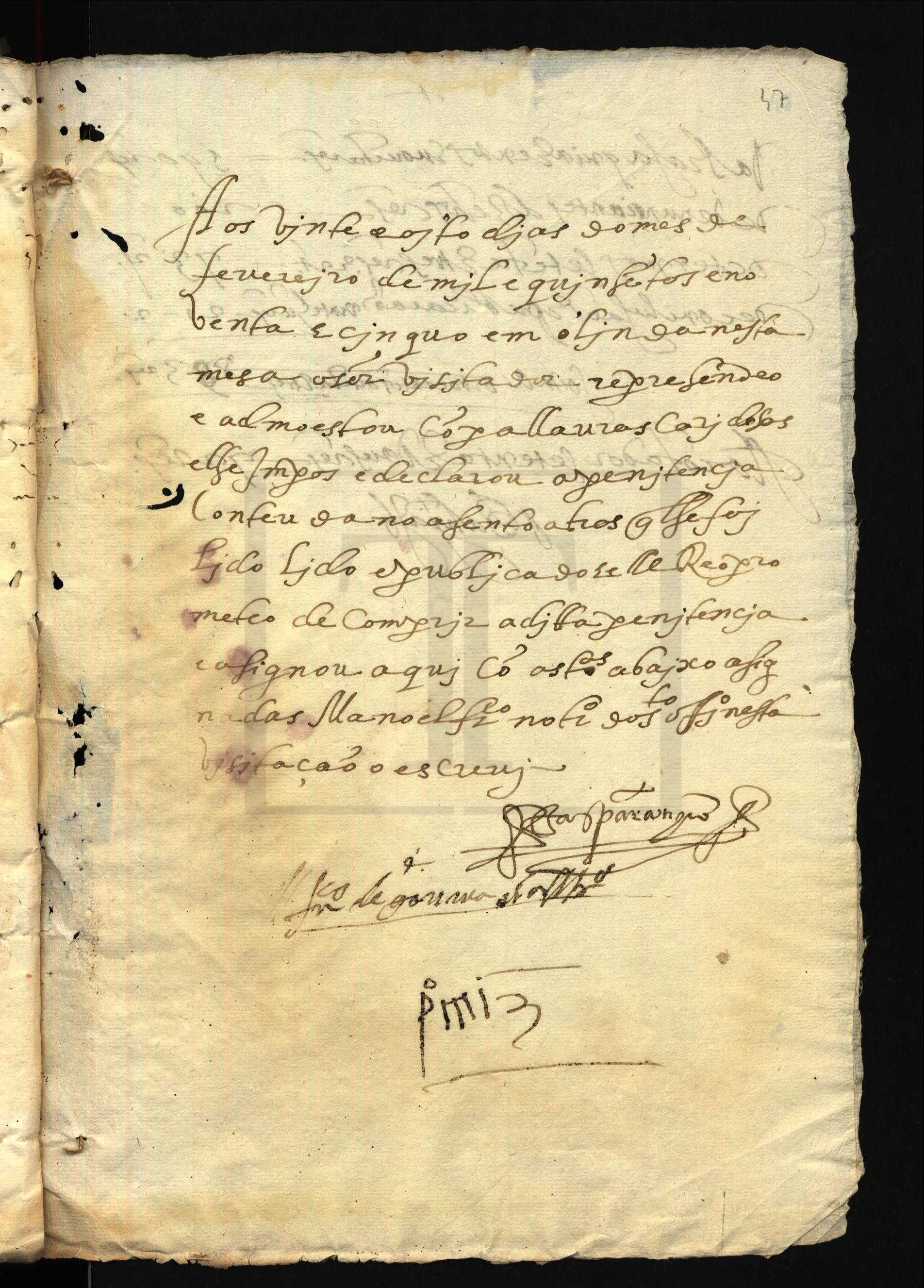
Sentença condenatória de Gaspar Conqueiro pela Santa Inquisição, com assinatura do réu - Arquivo da Torre do Tombo, Portugal.

Segundo a confissão de Cristóvao Luís em 15 de novembro de 1594 ao referido padre Inquisidor, ele, o castelhano Gaspar Conqueiro e mais alguns tripulantes estavam em uma embarcação, navegando de Recife a Salvador, quando foram abordados por três embarcações inimigas. Reportou que os hostis eram luteranos que falavam francês, e os fizeram reféns em sua embarcação. Durante os momentos de orações, os luteranos agrediam os reféns que se recusassem a retirar o barrete em sinal de respeito (retirar o chapéu, "desbarretar"). Após dois dias, os reféns foram abandonados à própria sorte na Ilha de Santo Aleixo, no litoral de Pernambuco .  Por não resistir à coação física pela não retirada do chapéu durante as orações dos luteranos, Gaspar Conqueiro foi condenado com pena menor pela Santa Inquisição.
Em 1609, Gaspar Conqueiro foi acusado de deixar de pagar o Imposto do Quinto sobre ouro recebido em transação particular, chegando a ser suspenso do cargo pelo Governador Geral do Brasil à época. Entretanto, foi absolvido pela Câmara de São Vicente, continuando o mandato.

## Família, vida pessoal e descendência
Gaspar Conqueiro era filho de Melchior Vaz (ou Vasquez) e Catalina Conquero. A família Conqueiro era oriunda de Tavira, Algarve, Portugal, estando ali presente nos anos 1400 . Seu avô, Álvaro Conqueiro, era um navegador português que se radicou em Sevilha e que realizou diversas viagens ao Continente Americano nos anos 1560-80 a mando da Coroa Espanhola, cuja história foi detalhadamente contada no Livro "La Sevilla Lusa. La Presencia Portuguesa en el Reino de Sevilla durante El Barroco" . Gaspar Conquero foi casado com Mécia Duarte. 
Seu filho Diogo Conqueiro era possuidor de uma sesmaria na Vila de São Paulo dos Campos de Piratininga, por volta do ano 1610.  Outro filho, Belchior Conqueiro, era possuidor de uma Sesmaria na Ilha de São Sebastião (Ilhabela), em 1610, em sociedade com seu irmão Diogo Conqueiro e Gaspar Fernandes, além de uma Sesmaria em Santa Ana das Cruzes de Mogy Mirim, antigo nome do atual município de Mogi das Cruzes . Sua filha Inês Conqueiro desposou Domingos Gonçalves, e morava nos campos de Tobaratepí . Outra filha, Maria Branca Conqueiro, nasceu em São Vicente em ca. 1600, e desposou o bandeirante Manuel Lourenço de Andrade,  que foi vereador na Vila de São Paulo dos Campos de Piratininga em 1641. Evidências sugerem que Diogo Conqueiro, Maria Branca Conqueiro e seu esposo Manuel Lourenço de Andrade possuíam originalmente terras ao sul da Villa de São Paulo dos Campos de Piratininga, aproximadamente na altura dos atuais municípios de Piedade e Tapiraí, portanto próximas à Sesmaria de Gaspar Conqueiro .  Verifica-se, portanto, que a Família Conqueiro era grande possuidora de terras na região oeste da atual Grande São Paulo.
Posteriormente, Manuel Lourenço de Andrade requereu terras mais ao sul, sendo ele e sua esposa Maria Branca Conqueiro os fundadores, e primeiro Capitão (prefeito) da Vila de São Francisco do Sul, considerado o primeiro povoado do futuro Estado de Santa Catarina. A família deixou extensa descendência em Santa Catarina e no Rio Grande do Sul .